# Stora Eksjö
Stora Eksjö är en sjö i Marks kommun och Varbergs kommun i Västergötland och ingår i Viskans huvudavrinningsområde. Sjön är 13 meter djup, har en yta på 0,211 kvadratkilometer och befinner sig 98,7 meter över havet. Sjön avvattnas av vattendraget Ekån.

## Delavrinningsområde
Stora Eksjö ingår i det delavrinningsområde (635689-129845) som SMHI kallar för Mynnar i Viskan. Medelhöjden är 86 meter över havet och ytan är 14,44 kvadratkilometer. Det finns inga avrinningsområden uppströms utan avrinningsområdet är högsta punkten. Ekån som avvattnar avrinningsområdet har biflödesordning 2, vilket innebär att vattnet flödar genom totalt 2 vattendrag innan det når havet efter 22 kilometer. Avrinningsområdet består mestadels av skog (76 %). Avrinningsområdet har 0,32 kvadratkilometer vattenytor vilket ger det en sjöprocent på 2,2 %.